# Tischtennisweltmeisterschaft 1931
Die 5. Tischtennisweltmeisterschaft fand vom 10. bis 15. Februar 1931 (einige Quellen datieren die WM fälschlicherweise auf den 10.–15. Januar) in Budapest (Ungarn) im Saal Sportelet statt. Damit war Budapest zum zweiten Mal (nach 1929) Ausrichter der Weltmeisterschaft.

## Übersicht
Die Ungarn beherrschten das Turnier. Sie belegten in allen Disziplinen den ersten Platz. Unter den elf teilnehmenden Herrenmannschaften erwies sich das Golden Team Ungarn erneut als weit überlegen, was die Bilanz von 50:2 Punkten deutlich zeigte.
Überhaupt gab es durchweg die gleichen Sieger wie bei der vorherigen Weltmeisterschaft – mit einer Ausnahme: Im Herren-Einzel wurde Miklós Szabados Weltmeister. Rückblickend war sein Endspielsieg über Victor Barna eine große Leistung, denn es war Barnas einzige Niederlage in den sechs Jahren zwischen 1930 und 1935.
Die deutsche Mannschaft belegte den 5. Platz und landete damit bei einer Weltmeisterschaft erstmals nicht in der unteren Tabellenhälfte. Nikita Madjaroglou hatte zwar die griechische Staatsbürgerschaft, trat aber mit der deutschen Mannschaft auf, weil Griechenland damals noch nicht den Internationalen TT-Verband angehörte. Im Einzel besiegte er László Bellák und Lajos Dávid, verlor dann jedoch gegen Victor Barna trotz 2:0 Satzführung.
Im Dameneinzel belegte Mona Müller-Rüster aus Deutschland den zweiten Platz. Erste wurde – zum fünften Mal in Folge – die Ungarin Mária Mednyánszky.

## Wissenswertes
- Dr. Gaspar Geist (Präsident des ungarischen Tischtennisverbandes) spendete den Pokal für das Dameneinzel, den Geist Preis[2].
- Der ITTF-Kongress lehnte einen Vorschlag Englands ab, die Weltmeisterschaften aus Kostengründen nur alle zwei Jahre zu veranstalten.[1][3]
- Die Landesverbände sollen bei den Nationalen Olympischen Komitees dafür werben, dass Tischtennis olympische Sportart wird.[3]

## Ergebnisse
Folgende Deutsche nahmen nur an den Individualwettbewerben teil:
- Herren: Hans-Georg Lindenstaedt
- Damen: Mona Müller-Rüster, Erika Stettiner

Ungarn wurde als erfolgreichste Nation gewertet und erhielt dafür einen Wanderpokal, den Karl-Andreka-Preis.
| Wettbewerb        | Rang | Sieger |
| ----------------- | ---- | --- |
| Mannschaft Herren | 1.   | Ungarn (Victor Barna, László Bellák, Lajos Dávid, István Kelen, Miklós Szabados, Zoltán Mechlovits)              |
| Mannschaft Herren | 2.   | England (Charles Bull, Adrian Haydon, Tommy Sears, Stanley Proffitt, David Jones)                                |
| Mannschaft Herren | 3.   | Tschechoslowakei (Bedřich „Fritz“ Nikodém, Antonín Maleček, Jindřich Lauterbach, Stanislav Kolář, Karel Svoboda) |
| Mannschaft Herren | 3.   | Schweden (Gustaf Johnsson, Hille Nilsson, Valter Kolmodin, Allan Dammberg)                                       |
| Mannschaft Herren | 5.   | Deutschland (Nikita Madjaroglou, Heinz Nickelsburg, Rudolf Schwager, Kurt Entholt, Misha Zabludowski)            |
| Mannschaft Herren | 6.   | Österreich (Max Billig, Manfred Feher, Paul Flußmann, Alfred Liebster)                                           |
| Mannschaft Damen  |      | entfällt |
| Herren Einzel     | 1.   | Miklós Szabados – HUN                                                                                            |
| Herren Einzel     | 2.   | Victor Barna – HUN                                                                                               |
| Herren Einzel     | 3.   | Nikita Madjaroglou – GER                                                                                         |
| Herren Einzel     | 3.   | Ferenc Kovacs – HUN                                                                                              |
| Damen Einzel      | 1.   | Mária Mednyánszky – HUN                                                                                          |
| Damen Einzel      | 2.   | Mona Müller-Rüster – GER                                                                                         |
| Damen Einzel      | 3.   | Anna Sipos – HUN                                                                                                 |
| Damen Einzel      | 3.   | Magda Gál – HUN                                                                                                  |
| Herren Doppel     | 1.   | Victor Barna/Miklós Szabados – HUN                                                                               |
| Herren Doppel     | 2.   | István Kelen/Lajos Dávid – HUN                                                                                   |
| Herren Doppel     | 3.   | Manfred Feher/Alfred Liebster – AUT                                                                              |
| Herren Doppel     | 3.   | Karel Svoboda/Jindrich Lauterbach – TCH                                                                          |
| Damen Doppel      | 1.   | Mária Mednyánszky/Anna Sipos – HUN                                                                               |
| Damen Doppel      | 2.   | Magda Gál/Lili Tiszai-Tenner – HUN                                                                               |
| Damen Doppel      | 3.   | Lili Forbath/Helly Reitzer – AUT                                                                                 |
| Damen Doppel      | 3.   | Mona Müller-Rüster – GER/Marie Šmídová-Masáková – TCH                                                            |
| Mixed             | 1.   | Miklós Szabados/Mária Mednyánszky – HUN                                                                          |
| Mixed             | 2.   | Victor Barna/Anna Sipos – HUN                                                                                    |
| Mixed             | 3.   | Sándor Glancz/Magda Gál – HUN                                                                                    |
| Mixed             | 3.   | László Bellák/Marta Komaromi – HUN                                                                               |

## Medaillenspiegel
| Rang  | Land             | Gold | Silber | Bronze | Gesamt |
| ----- | ---------------- | ---- | ------ | ------ | ------ |
| 1     | Ungarn           | 6    | 4      | 5      | 15     |
| 2     | Deutsches Reich  | 0    | 1      | 1,5    | 2,5    |
| 3     | England          | 0    | 1      | 0      | 1      |
| 4     | Tschechoslowakei | 0    | 0      | 2,5    | 2,5    |
| 5     | Österreich       | 0    | 0      | 2      | 2      |
| 5     | Schweden         | 0    | 0      | 1      | 1      |
| Total | Total            | 6    | 6      | 12     | 24     |